# 小此木佑香
小此木 佑香（おこのぎ ゆか、11月5日 - ）は、群馬テレビのアナウンサー。

## 来歴
群馬県高崎市出身。新島学園高等学校、立教大学卒業。
2016年にNHK長野放送局に勤務した後、2017年から長野県でフリーアナウンサーとして活動。フリーで活動していた当時は、同エリアで活動している司会者やリポーターのグループ「声のお仕事 mimmit」に加入していた。
2019年4月に群馬テレビに入社し、元NHK盛岡放送局キャスターの三上彩奈とともに同局のアナウンサーになる。

## 担当番組
- 素敵にコンシェルジュ（テレビ信州）[7]
- JOYのASOBU-TV JOYnt!（群馬テレビ） - ナレーター[注 1]
- ひるポチッ!（群馬テレビ）
- ニュースeye8（群馬テレビ）
- ニュースジャスト6（群馬テレビ）
- ビジネスジャーナル（群馬テレビ）